# Ідентифікація тварин
Ідентифіка́ція твари́н — процес з ототожнювання тварини шляхом присвоєння їй унікального ідентифікаційного номера із використанням візуальних, електронних та змішаних засобів ідентифікації в залежності від виду тварин.

## Радіочастотна ідентифікація
РЧІ (RFID) — одна з передових і найперспективніших технологій, яка полягає у використанні транспондерів (складних мікросхем на які заноситься необхідна інформація, антена і оболонка) і дозволяє здійснювати бездротовий запис і зчитування інформації.

### Історія розробки
Метод був розроблений британськими вченими і, спочатку використовувався у військовій промисловості для ідентифікації «своїх» військових літаків під час другої світової війни. У сучасному вигляді системи РЧІ з'явилися на початку 1980-х і відтоді знайшли своє застосування в цілому ряді галузей промисловості: у сфері логістики і транспортування залізничних, морських, інтермодальних вантажів, у супермаркетах для маркування палет і контейнерів, а також в автомобільній промисловості для ідентифікації автотранспортних засобів. РЧІ широко застосовується у виробництві, а також повсюдно використовується для контролю доступу, захисту елітних товарів (наприклад, картин, антикваріату) від крадіжок, в смарт-картах і навіть в ідентифікації персоналу. Наприклад, в Австралії на багатьох підприємствах, особливо закритих, транспондери вшиваються в спецодяг працівників, що забезпечує безпомилкову ідентифікацію та істотно полегшує контроль доступу та інші операції. У Данії транспондери застосовують у тому числі в парках розвагах, для того, щоб не дати загубитися маленьким дітям. А в Англії транспондери, крім іншого, застосовують для ідентифікації фішок в казино з метою підвищення рівня безпеки та запобігання підробки жетонів.
Потенціал ринку РЧІ дуже великий, а фахівці все частіше говорять про революцію в бізнес-технологіях, спровокованою крихітними електронними транспондерами.
Електронна ідентифікація тварин є одним з основних застосувань РЧІ. Вперше технологія по електронній ідентифікації тварин була розроблена компанією Texas Instruments на замовлення Голландії в 1989 році. З тих пір, за деякими оцінками, було ідентифіковано електронними мітками 20000000 голів худоби. Однак більше вражає потенціал у цьому сегменті ринку РЧІ: тільки в США налічується 98 мільйонів голів худоби, а по всьому світу, за приблизними оцінками, - 1 мільярд голів. У 2004 році продажі радіочастотних міток для тварин склали близько 37 млн дол, а прогнозований темп зростання ринку протягом найближчих чотирьох років складе 30%.

### Принципи роботи
Насамперед, розглянемо основні принципи радіочастотної ідентифікації. Система електронної ідентифікації тварин складається з трьох частин:
- Транспондер
- Скануючий пристрій (сканер, рідер)
- База даних

#### Транспондер
Транспондер - це засіб для ідентифікації тварин, об'єктів і навіть людей, де зчитування даних відбувається безконтактним способом. Транспондер можна використовувати як пусковий механізм для машин, наприклад кормових автоматів, які розподіляють порції залежності від ідентифікаційного номера тварини.
Розміри капсули Транспондера зазвичай невеликі. Наприклад, Транспондер, призначений для дрібних домашніх тварин який входить в систему, яка застосовується в Україні німецькою компанією Planet ID GmbH, має довжину 9мм і діаметр 1,4 мм, тобто трохи менше рисового зернятка.
Залежно від виду та розміру транспондери володіють різною пам'яттю (не менше 96 бітів). Електронні бирки, звані «пасивними», не мають батареї живлення. Існують і «активні» транспондери, які містять джерело живлення, проте для ідентифікації тварин вони не застосовуються. 
Транспондер для домашніх тварин, укладений в капсулу з біоскла (особливий вид скла, одним з властивостей якого є сумісність з живими тканинами організму). Він вживлюється тварині підшкірно або, деяким тваринам, - внутрішньом'язево, за допомогою ін'єктора.
Подібний спосіб підходить і для ідентифікації сільськогосподарських тварин, екзотичних видів тварин, а також активно використовується в прогресивних рибних господарствах.

##### Мікрочип чи транспондер
Мікрочип (чип) - інтегральна (мікро) схема - електронна схема довільної складності (кристал), виготовлена на напівпровідниковій підкладці (пластині або плівці) і поміщена в нерозбірний корпус, або без такого.
Транспондер, виконаний у вигляді мікросхеми що має в своєму складі приймач, передавач і блок пам'яті для збереження коду, знаходиться в скляній або керамічній оболонці разом з багатовитковою антеною.
Мікрочип входить до складу транспондера для ідентифікації тварин, виходячи з цього називати транспондер мікрочипом неправильно.

##### Структура кода ISO 11784
У пам'яті транспондера міститься код, що складається з комбінації цифр і дозволяє однозначно ідентифікувати тварину. Структура коду залежить від виробника системи ідентифікації.
Європейською нормою кодування транспондера є ISO 11784. Норма ISO 11784 повинна відповідати нормі ISO 24631, яка складається з декількох частин. Організація ICAR  сертифікує транспондери та перевіряє їх на відповідність з ISO11784 та ISO11785, керуючись ISO24631.
У нормі ISO 24631 Annex E вказано, що використовувати код країни можна, тільки якщо існує RA (registration authority), яка і видає дозволи на використання коду країни.
Виходячи з цих норм ISO, виробники транспондерів, які стверджують, що вони відповідають нормі ISO 11784 і використовують на початку код України, Росії, Казахстану, Білорусі, насправді, цій нормі не відповідають, що стає зрозумілим після ознайомлення з ISO 24631-1. Саме через те, що інстанцій та законів, що регулюють питання RFID (наприклад використання коду країни) в цих країнах не існує, закони цих країн і не порушуються, так як не можна порушити те, чого немає і покарати кого-не будь неможливо.
Виходячи з вище наведенного, формується структура коду:
XXX YYYY ZZZZZZZZ
- Х - код виробника, а в разі, коли в країні є RA (registration authority), код країни
- Y - код продукту або номер виробника
- Z - безпосередньо індивідуальний код

Наприклад, у системі, що використовується в Україні німецькою компанією Planet ID GmbH, структура коду наступна:
972 2730 0004 4936,
де
972 - цифровий код виробника транспондера
2730 - внутрішній номер товару
00044936 - індивідуальний код тварини.

#### Скануючий пристрій (сканер, рідер)
Принцип передачі інформації полягає в наступному: скануючий пристрій який знаходиться на відстані активізує індукційну котушку з допомогою електромагнітного сигналу, а котушка, в свою чергу, передає сканеру цифровий код. Код відображається на дисплеї сканера і, залежно від типу сканера, або заноситься в пам'ять сканера і потім може бути переданий на сервер, або заноситься в базу даних з дисплея сканера вручну.

#### База даних
Бази даних можуть мати різну форму в залежності від спрямованості використання, проте їхня спільна риса полягає в тому що до електронного коду дописується додаткова інформація про тварину. Фільтрацію даних потім можна проводити за різними параметрами. Наприклад, якщо мова йде про базу даних електронної ідентифікації тварин, то можна відсортувати тварин по виду (собака, кішка), датою ідентифікації і т. д. Більше того, наявність подібної бази даних дозволяє організації (в даному випадку - клініці) систематизувати відомості про тварин і вести електронний обліковий журнал, що містить не тільки протокол чипування, а й історію хвороби тварини.
Очевидно, що при широкому поширенні електронних систем ідентифікації у світі логічним було би заснування некомерційної міжнародної бази даних електронної ідентифікації тварин. Як для дрібних домашніх тварин, які подорожують з господарями за кордон, так і для імпортованих і експортованих сільськогосподарських тварин наявність таких баз значно полегшило б проведення митних перевірок, в тому числі - наявності необхідних вакцинацій, автентичності документів та ін. Зараз не існує єдиної некомерційної міжнародної бази даних, яка містить інформацію про всіх ідентифікованих тварин. Однією з причин є те, що засновниками існуючих баз даних є компанії-виробники і дистриб'ютори певних систем ідентифікації, а не організації з міжнародної співпраці або інші служби, які б забезпечували об'єктивність і повноту інформації. Проте більшість таких баз даних прагнуть містити максимально повну інформацію про ідентифікованих тварин, наприклад, Europetnet, призначена для реєстрації домашніх тварин і об'єднує велику кількість локальних баз даних (в тому числі і Animal-id.info).